# Villa vitripennis
Villa vitripennis är en tvåvingeart som först beskrevs av Friedrich Hermann Loew 1860.  Villa vitripennis ingår i släktet Villa och familjen svävflugor. Inga underarter finns listade i Catalogue of Life.